# Alan Taylor
Alan Taylor (nacido en 3 de junio de 1965) es un director, guionista y productor de televisión y cine estadounidense, ganador de un premio Emmy que ha dirigido numerosas series de televisión, muchas de ellas para la cadena HBO. Aparte de su trabajo en televisión, ha realizado cinco películas: Palookaville, The Emperor's New Clothes, Kill the Poor, Thor: The Dark World y Terminator Génesis.
Sus padres son James J. Taylor y Mimi Cazort, y su hermana es la músico de rock Anna Domino. Vive en la ciudad de Nueva York con su mujer, Nicki Ledermann, su hijo y sus dos hijas.

## Primeros años
Alan Taylor es hijo del camarógrafo James J. Taylor y de la curadora de arte Mimi Cazort; su hermana es la músico de indie rock Anna Domino. 
Pasó parte de su vida en Manor Park, Ottawa, Canadá, y asistió a la Escuela Pública Manor Park y a la escuela secundaria en el Instituto Colegiado Lisgar. Como parte del Club Comunicaciones de Lisgar, actuó en la producción de "Un golpe de gracia". Continuó estudiando en la Universidad de Toronto y luego a la ciudad de Nueva York en la Universidad de Columbia, antes de transferirse a la Universidad de Nueva York, para estudiar cine con instructores tales como el director Martin Scorsese.

## Carrera
Taylor ha dirigido numerosas series de televisión, tanto en la red de televisión por cable de suscripción y, con mayor frecuencia en el canal HBO. Además de su trabajo en televisión, Taylor ha dirigido cinco largometrajes: "Palookaville", "El traje nuevo del emperador", "Kill the Poor", Thor: The Dark World, y "Terminator Génesis".
Taylor se unió al equipo del drama televisivo de HBO "Deadwood" como director de la primera temporada, en 2004. La serie fue creada por David Milch y se centró en una ciudad que crece en el viejo oeste estadounidense. Taylor dirigió el episodio "He aquí un hombre". Volvió como director para la segunda temporada, en 2005 y estuvo a cargo del episodio "Réquiem por un Gleet". Taylor ha dirigido los episodios piloto de Mad Men ("El humo entra en sus ojos") y Bored to Death, así como de posteriores episodios de cada una de las series. Ha dirigido dos episodios de la temporada 1 de Juego de Tronos y cuatro episodios de la temporada 2. Taylor dirigió la película Thor: The Dark World (2013), secuela de Thor (2011). Su última aventura como director fue la película de 2015 Terminator Génesis. En la actualidad trabaja en una adaptación televisiva de la novela de ciencia ficción de 1971 de los hermanos Strugatsky, "Picnic extraterrestre", desarrollada para WGN America Red.

## Filmografía

### Cine
- The Many Saints of Newark (2020)[1]
- Terminator Génesis (2015)
- Thor: The Dark World (2013)
- Kill the Poor (2003)
- The Emperor's New Clothes (2001)
- Palookaville (1995)

### Televisión
- Juego de tronos (2011 - 2012)
- Mad Men (2007) Serie
  - episodio 1.01 Pilot
  - episodio 1.02 Ladies' Room
  - episodio 1.12 Nixon vs. Kennedy
- Big Love (2006) Serie
  - episodio 1.05 Affair
  - episodio 1.10 Triumph
  - episodio 1.12 Kalends of February
- Lost (2004) Serie
  - episodio 2.04 Everybody Hates Hugo
- Deadwood (2004) Serie
  - episodio 1.04 Here Was a Man
  - episodio 2.04 Requiem for a Gleet
- Carnivàle (2003) Serie
  - episodio 2.07 Damascus, NE
- Keen Eddie (2003)
  - episodio Sticky Fingers
- Six Feet Under (2001) Serie
  - episodio 2.08 It's the Most Wonderful Time of the Year
- The West Wing (1999) Serie
  - episodio 1.08 Enemies
  - episodio 1.16 20 Hours in L.A.
- The Sopranos (1999) Serie
  - episodio 1.06 Pax Soprana
  - episodio 4.10 The Strong, Silent Type
  - episodio 5.02 Rat Pack
  - episodio 6.04 The Fleshy Part of the Thigh
  - episodio 6.09 The Ride
  - episodio 6.12 Kaisha
  - episodio 6.14 Stage 5
  - episodio 6.18 Kennedy and Heidi
  - episodio 6.20 Blue Comet
- Now and Again (1999) Serie
  - episodio Over Easy
- Sex and the City (1998) Serie
  - episodio 2.09 Old Dogs, New Dicks
  - episodio 2.14 The Fuck Buddy
  - episodio 4.15 Change of a Dress
  - episodio 4.16 Ring a Ding-Ding
  - episodio 6.07 The Post-it Always Sticks Twice
  - episodio 6.08 The Catch
- Trinity (1998) Serie
  - episodio Breaking In, Breaking Out, Breaking Up, Breaking Down
- Oz (1997) Serie
  - episodio 1.06 To Your Health
  - episodio 2.06 Strange Bedfellows
- Homicide: Life on the Street Serie
  - episodio Mercy
  - episodio Blood Ties
  - episodio The Wedding
  - episodio A Dog and Pony Show
  - episodio Autofocus
  - episodio The True Test
  - episodio Forgive Us Our Trespasses
- That Burning Question (1988)